# Богуцкий, Виктор Степанович
Ви́ктор Степа́нович Богу́цкий (18 февраля 1923, Высокогородецк, Канский уезд Енисейская губерния, РСФСР — 23 февраля 1945, Приекуле, Латвийская ССР) — гвардии старший лейтенант, командир звена 99-го гвардейского отдельного Забайкальского разведывательного авиационного полка, Герой Советского Союза, участник Великой Отечественной войны.

## Биография

### Довоенная биография
Родился 18 февраля 1923 года в деревне Высокогородецк Абанской волости Канского уезда Енисейской губернии в семье крестьян-переселенцев. Русский. Член ВЛКСМ с 1938 года (№ 4888144). Кандидат в члены ВКП(б) с 1944 года. Образование среднее. В Красной Армии с 1941 года.

Когда Виктору исполнилось 10 лет умер его отец, в 15 — мать. Учился сначала в школе деревни Высокогородецк. После ходил из деревни в школу до поселка Абан.

В октябре 1940 года по путевке комсомола, уйдя из 9-го класса, вступает в Канский аэроклуб.

3 апреля 1941 года, после окончания с отличием аэроклуба, зачислен в Омскую военную авиашколу пилотов.

9 декабря 1942 года, после окончания авиашколы назначен пилотом 17-го учебно-тренировочного авиационного полка 15-й воздушной армии в г. Казань с присвоением воинского звания сержант.

### Участие вВеликой Отечественной войне
С 10 июня 1943 — летчик 99-го гвардейского Забайкальского отдельного разведывательного авиационного полка, в составе 15-й воздушной армии, Брянский фронт (с конца октября 1943 года — 2-й Прибалтийский фронт).
26 июля 1943 года приказом ВВС КА № 15 присвоено воинское звание гвардии младший лейтенант.
Летом 1944 года принимает решение о вступлении в партию. Из письма от 20 августа 1944 года брату Ивану:
«… в ближайшее время думаю стать членом (ВКП(б)) и уверен в том, что звание коммуниста оправдаю с честью в грядущих и окончательных схватках, короче говоря, не посрамлю земли русской».
C 1 сентября 1944 года — командир звена.
11 июля 1944 года войска 2-го Прибалтийского фронта готовились к наступлению из района восточнее Идрицы в направлении Риги. Богуцким, при сильном противодействии зенитной артиллерии, были полностью сфотографированы оборонительные рубежи по железной дороге Идрица — Себеж. В этом полете 2 раза был атакован истребителями, но организованным огнём и умелым манёвром атаки были отбиты.
31 августа 1944 года при подходе на самолете Пе-2 к заданному району разведки отказал один из моторов. Лётчик имел право вернуться назад. Но он выполнил боевое задание, после чего более 200 км над вражеской территорией шёл на одном моторе, ежеминутно рискуя быть сбитым. таких вылетов было ещё четыре. А 10 октября 1944 года снаряд зенитки пробил кабину и разбил приборную доску, были выведены из строя важные приборы — авиагоризонт, компас.
Слава о бесстрашном лётчике гремела по всему фронту. Богуцкому поручались наиболее сложные задания. Удары больших групп бомбардировщиков и штурмовиков планировались по данным воздушной разведки. В 1944 году разведданные лётчика были использованы при подготовке летнего и осеннего наступления войск 2-го Прибалтийского фронта. Экипажем В. С. Богуцкого фотографированием вскрыта вся система и мощь обороны противника на участках: Щеглина-Бороны-Тетынки-Валуки, Батурино-Ракино-Дышкин-Заденки-Степальково-Касели-Чешихино-Поехнова-Козлина общей площадью 1117 км², вскрыта оборонительная система на участке: Цесвай-Мозули. Дзедунес-Валда и в районе Ауце на площади 345 км². Все эти данные содействовали успешному прорыву обороны противника и развитию наступательного успеха наших войск.
26 октября 1944 года был представлен командиром 99 отдельного гвардейского разведывательного авиационного забайкальского полка гвардии подполковником Н. Щенниковым к званию Героя Советского Союза. Из представления:
«Участвуя в войне с июня 1943 года, совершил 105 успешно выполненных боевых вылетов на разведку и фотографирование войск и техники противника… При дешифрировании фотосхем вскрыто: 18 танков, батарей зенитной и полевой артиллерии, 12 ДЗОТов, 5 автомашин, 85 автоповозок… За мужество, отвагу и героизм, проявленные при этом — представляю к вышей Правительственной награде — званию Герой Советского Союза с вручением ордена Ленина и медали Золотая Звезда».
Всего совершил 120 боевых вылетов, около 50 раз был обстрелян зенитными орудиями, 35 раз встречался с вражескими истребителями, вступал с ними в бой. Мужественно и умело преодолевал все препятствия и отлично выполнял все боевые задания.
Боевой счёт разведчиков определялся не сбитыми самолётами противника, а сфотографированной территорией врага с оборудованными на ней оборонительными полосами, занятыми войсками. Богуцким сфотографировано около 5000 квадратных километров оккупированной территории, изрытой окопами и траншеями.
При дешифрировании этих аэроснимков были вскрыты 503 артиллерийские батареи и 25 отдельных орудий, 521 пулемётная точка, 125 блиндажей, 300 дзотов, 85 зенитных батарей, 12 складов с боеприпасами, более 1000 железнодорожных эшелонов, около 20 тысяч автомашин с войсками и грузами, 99 километров проволочных заграждений и 30 километров противотанковых рвов. При дешифрировании фотосхем вскрыто: 503 артбатареи, 521 пулеметных точек, 125 блиндажей, 300 ДЗОТов, 25 отдельных орудий, 85 батарей ЗА, 45 противотанковых орудий, 99 км проволочного заграждения, 17 складов разных, 12 складов с боеприпасами, 30 км противотанкового рва. При ведении разведки 36 раз встречал противодействие истребителей противника, но в ходе воздушных боев выходил победителем, 46 раз обстрелян зенитной артиллерией, но правильным манёвром в сочетании с хитростью и бесстрашием, задания всегда выполнял на отлично. 65 раз фотографировал вражеские аэродромы. При этом было обнаружено свыше 1,5 тысяч разнотипных самолётов. Помимо этого на 3-х новых, ранее неизвестных аэродромах — «Кауперниеки», «Ликснас», «Сигулда» — было зафиксировано свыше 90 самолётов.
23 февраля 1945 года гвардии старший лейтенант Виктор Богуцкий погиб при выполнении очередного боевого задания.

### Последний бой
23 февраля 1945 года — в День Советской Армии — очередной вылет. Советские войска ведут завершающие операции по ликвидации Курляндской группировки врага. Командованию нужны свежие разведывательные данные. Штурман — гвардии старший лейтенант Алексей Галкин — предупреждает о приближении нескольких фашистских «фокке-вульфов» слева. Богуцкий принимает решение о вступлени в бой. Раздались выстрелы пулемёта стрелка-радиста гвардии старшины Василия Власова. Самолёт Богуцкого был взят в «мёртвые клещи» и была предпринята попытка принудительной посадки на немецком аэродроме. «Будем драться. До последнего» — передал Богуцкий экипажу и нажал на гашетку пулемета, поймав в перекрестие фашистского ведомого. Тотчас на Пе-2 обрушился огонь противника. Самолет покачнулся и, густо задымив, стал падать на землю. По нему продолжали бить пулеметные очереди. Услышав последние слова бесстрашного командира и членов его экипажа, командный пункт полка застыл в глубоком молчании…
Из письма инженера по аэрофотосъемке и фотооборудованию самолетов 99-го гвардейского отдельного Забайкальского разведывательного авиационного полка гвардии майора В. А. Бобряшова: 
«Нам отчетливо было видно, как начался обстрел, заградительный огонь, вспышки разрывов зенитных снарядов, самолёт сделал резкий крен, загорелся и пошёл в пике на землю. Мы втроём на лошади, запряженной в сани, поехали отыскивать их, привезли и похоронили рядом со школой, где размещался военный госпиталь».
Указом Президиума Верховного Совета СССР от 18 августа 1945 года за образцовое выполнение боевых заданий командования на фронте борьбы с немецко-фашистскими захватчиками и проявленные при этом мужество, отвагу и героизм гвардии старшему лейтенанту Виктору Степановичу Богуцкому было присвоено звание Героя Советского Союза (посмертно).

### Перезахоронение
Через 27 лет в 1972 году поисковой группой, которую возглавил майор авиации П. К. Захаров, было найдено место гибели экипажа В. С. Богуцкого. Произведённой раскопкой на глубине 1,5 метра обнаружен пропеллер и авиационная пушка от самолета Пе-2 и останки трёх членов экипажа. Сопоставлением номеров, обозначенных на пропеллере и пушке, с данными военных архивов установлено, что они принадлежали самолету В. С. Богуцкого. Самолёт был сбит в 10 км от города Пинкули (г. Приекуле) Латвийской ССР.
Останки трёх членов экипажа были доставлены и захоронены с воинскими почестями в братской могиле в Айнадах (п.г.т. Вайнёде) (60 км от г. Лиепая), а части самолёта были переданы в музей воинской части.

Туристская группа школьников — членов отряда «Дзержинец», Абанской средней школы № 4 имени В. С. Богуцкого, возглавляемая членом бюро РК ВЛКСМ А. Д. Назаровым, будучи в Прибалтике зимой 1985 года, посетила братскую могилу, встретилась с П. К. Захаровым и организовала отправку пропеллера и пушки в п. Абан. Командование пошло навстречу просьбе учащихся, учтя то, что в районе свято чтят память о подвиге земляка.

## Память

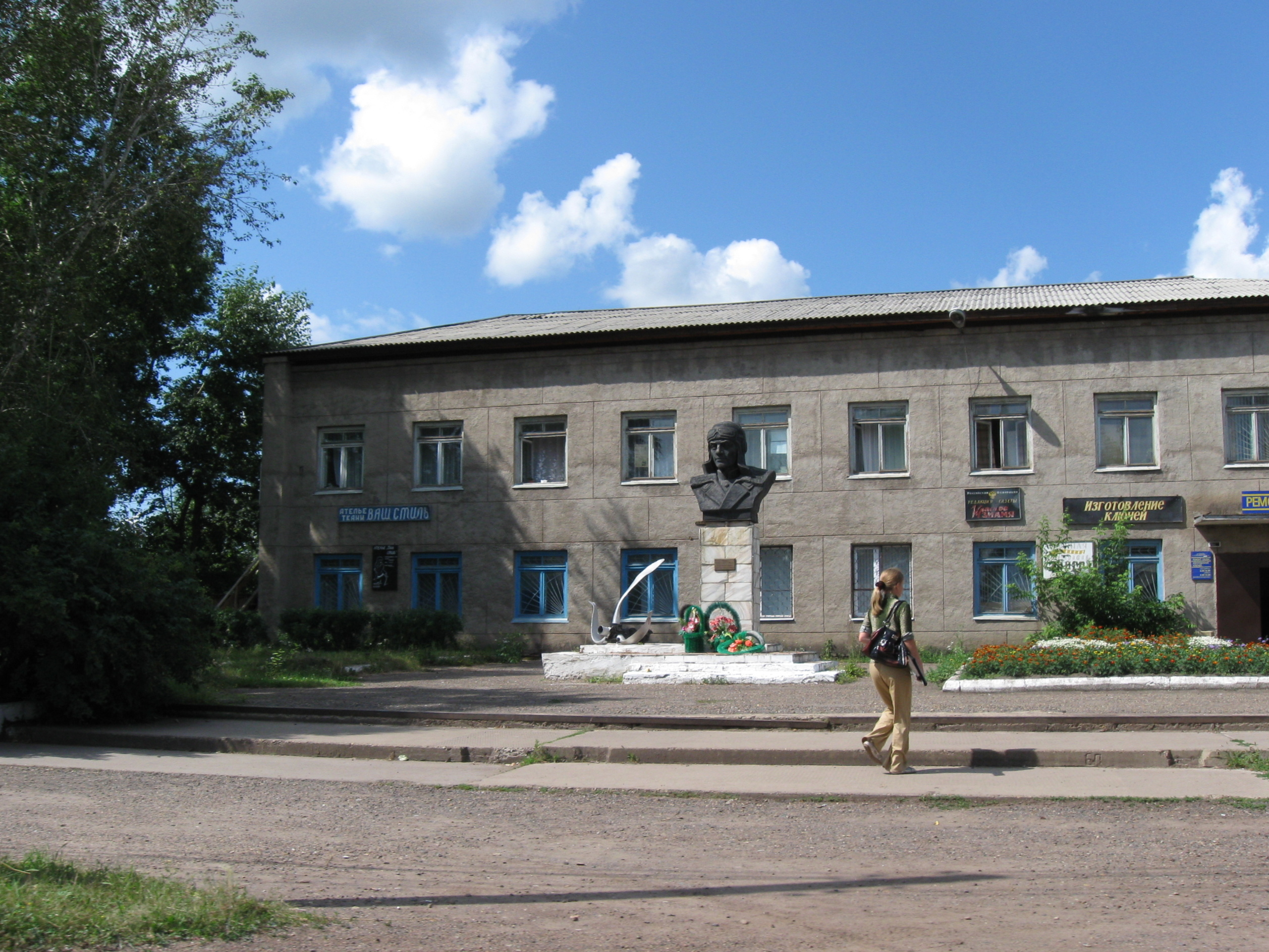
Площадь В. С. Богуцкого в п. Абан

- Приказом Министра обороны СССР В. С. Богуцкий навечно зачислен в списки личного состава воинской части.
- Установлен бюст Героя в поселке Абан. В композицию включены винт и пулемет от самолета ПЕ-2 экипажа В. С. Богуцкого, найденные поисковым отрядом. (1985 год)[6].
- Его именем названа Абанская средняя школа № 4, в которой он учился[7].
- Имя Героя носит одна из улиц посёлка Абан Красноярского края.
- Увековечен на памятном знаке в г.Калининград, Центральный район, пр-т Советский[1][8].
- Имена погибшего экипажа Пе-2 вписаны в открытом в 1975 году Мемориале на Центральном кладбище (ул. Клайпедас 83) в г. Лиепая Латвийская ССР
- Установлена мемориальная доска на доме в с. Высокогородецк Абанского района, где он жил.

## Награды
- Медаль «Золотая Звезда» Героя Советского Союза — Указ Президиума ВС СССР от 18 августа 1945 года (посмертно).
- Орден Ленина — Указ Президиума ВС СССР от 18 августа 1945 года (посмертно).
- Орден Красного Знамени — Пр. 15 ВА № 66/н от 10 сентября 1943 года.
- Орден Красного Знамени — Пр. 15 ВА № 57/н от 18 августа 1944 года.
- Орден Отечественной войны I степени — Пр. 15 ВА № 21/н от 30 апреля 1944 года.
- Орден Отечественной войны I степени — Пр. 15 ВА № 20/н от 23 февраля 1945 года.
- Медаль «За отвагу» — Пр. 99 огрзап № № 15/н от 20 июля 1943 года.